# 圣雅各堂 (海牙)
圣雅各堂（荷兰语：Grote of Sint-Jacobskerk）是荷兰海牙的一座宏伟的新教教堂，位于以其高塔命名的塔街（Torenstraat）。它与内庭同为海牙最古老的建筑之一。
圣雅各堂建于15和16世纪，拥有16世纪查理五世赞助修复的花窗玻璃，华丽的木雕讲坛（1550年），大型管风琴和34个金羊毛骑士的铭牌，海军将领奥布达姆的纪念碑（1667年）。
该堂美丽的六边形钟楼是荷兰最高的塔楼之一。
在这两扇花窗玻璃窗下面，是君士坦丁和克里斯蒂安·惠更斯的纪念石，他们安葬在该堂唱诗班席的无名墓地。
奥兰治-拿骚王室的成员在此受洗，最新的是威廉-亞歷山大和他的女儿凱薩琳娜-艾瑪莉亞。

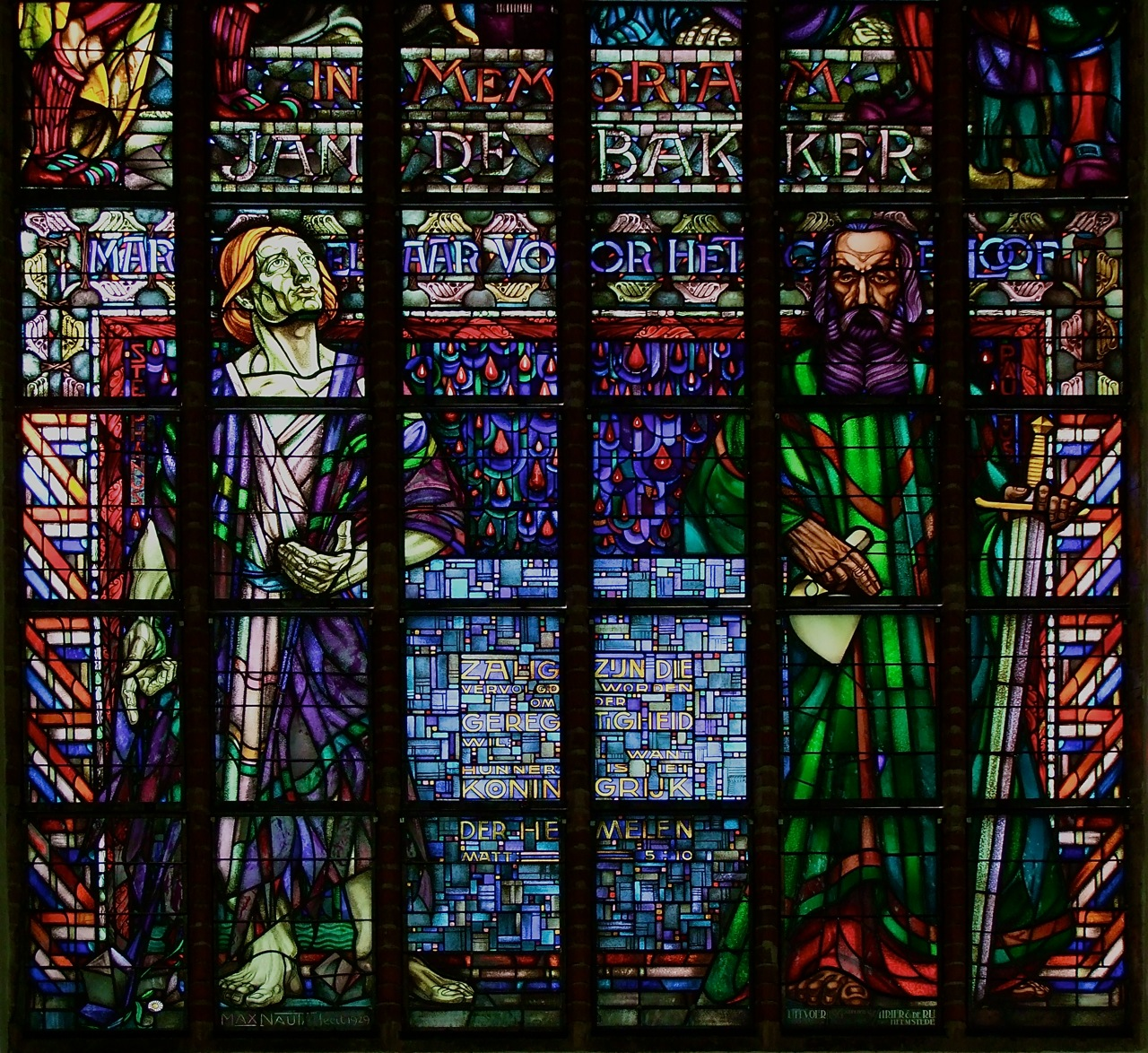
纪念殉道者Jan de Bakker的花窗玻璃
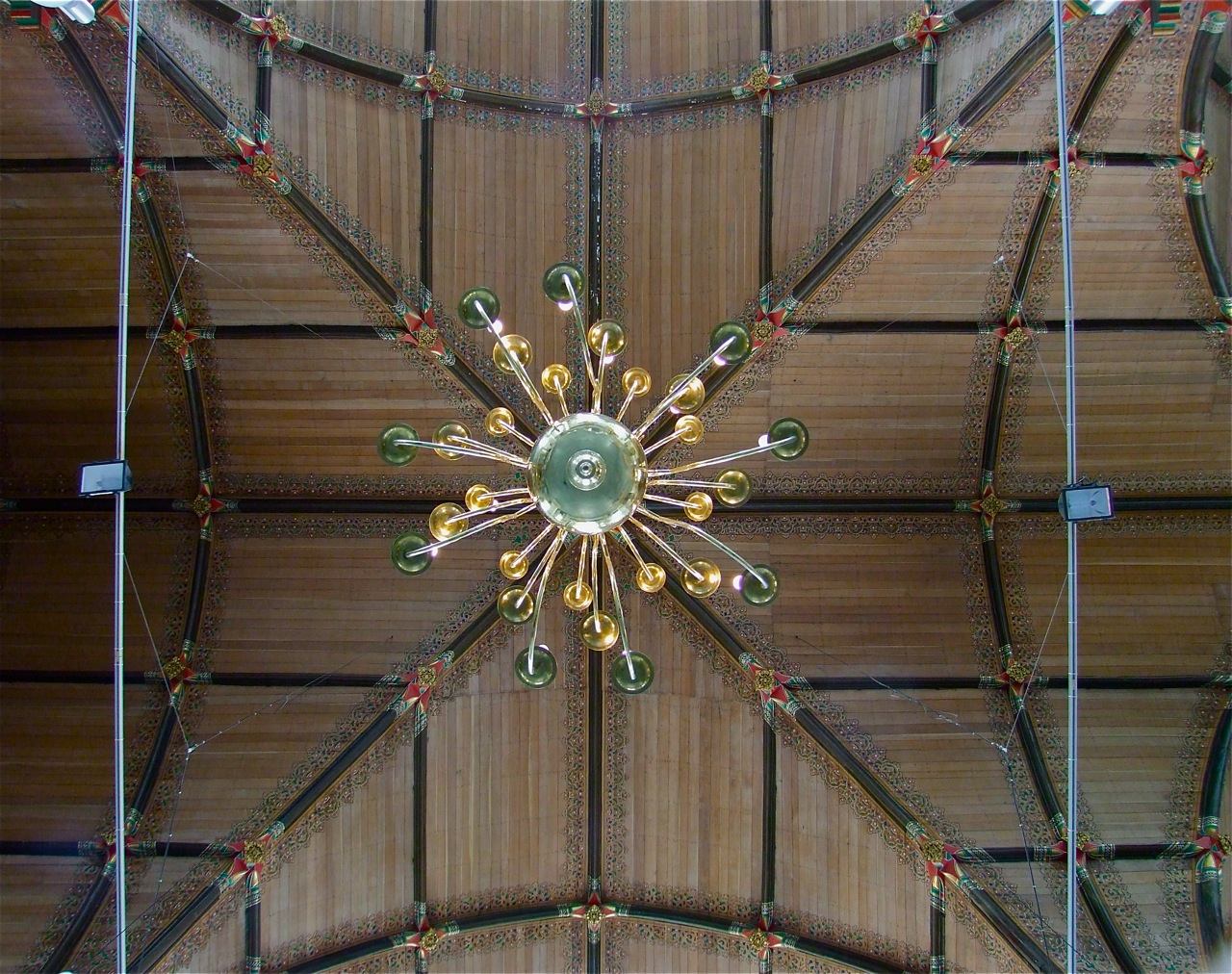
天花板
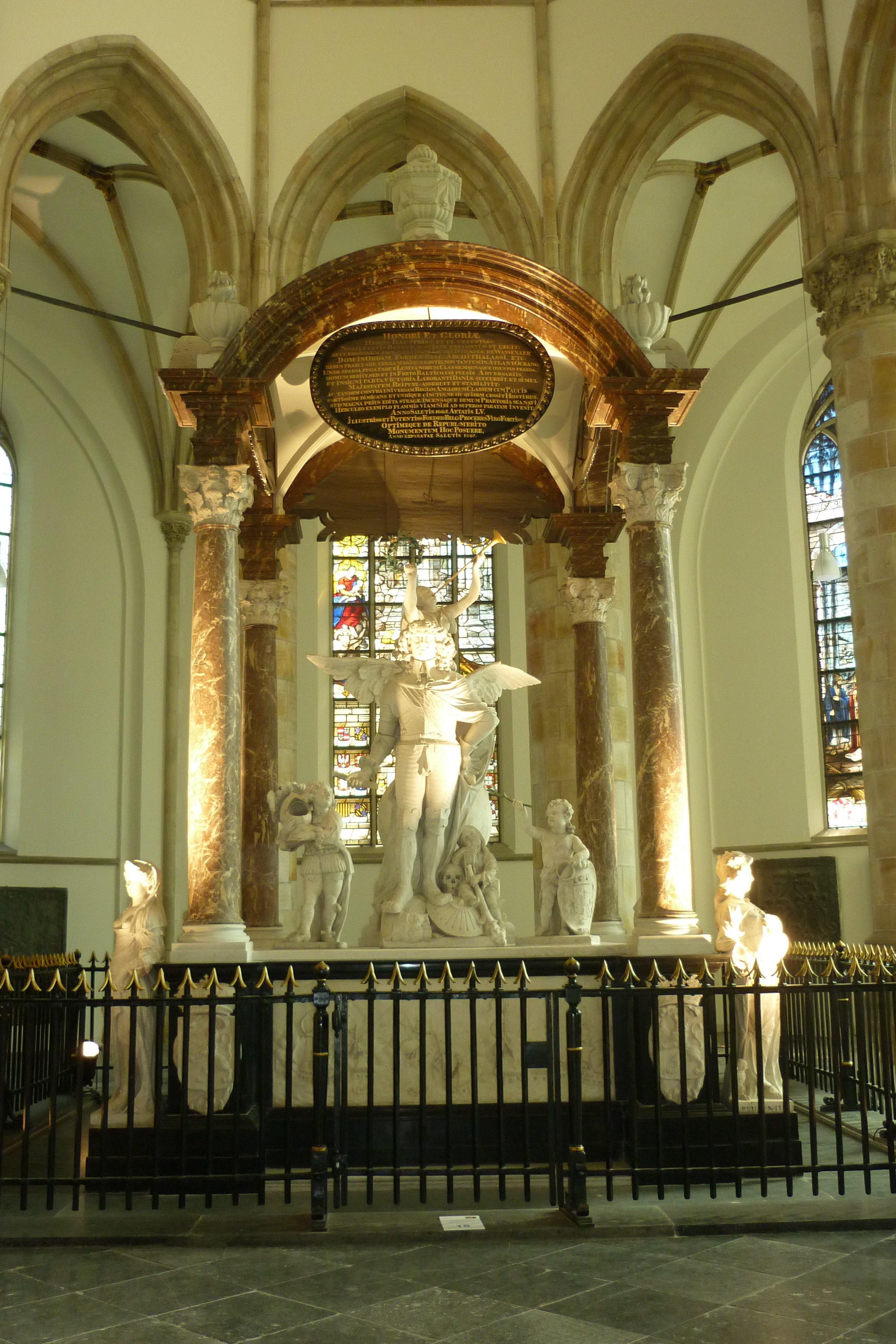
奥布达姆墓
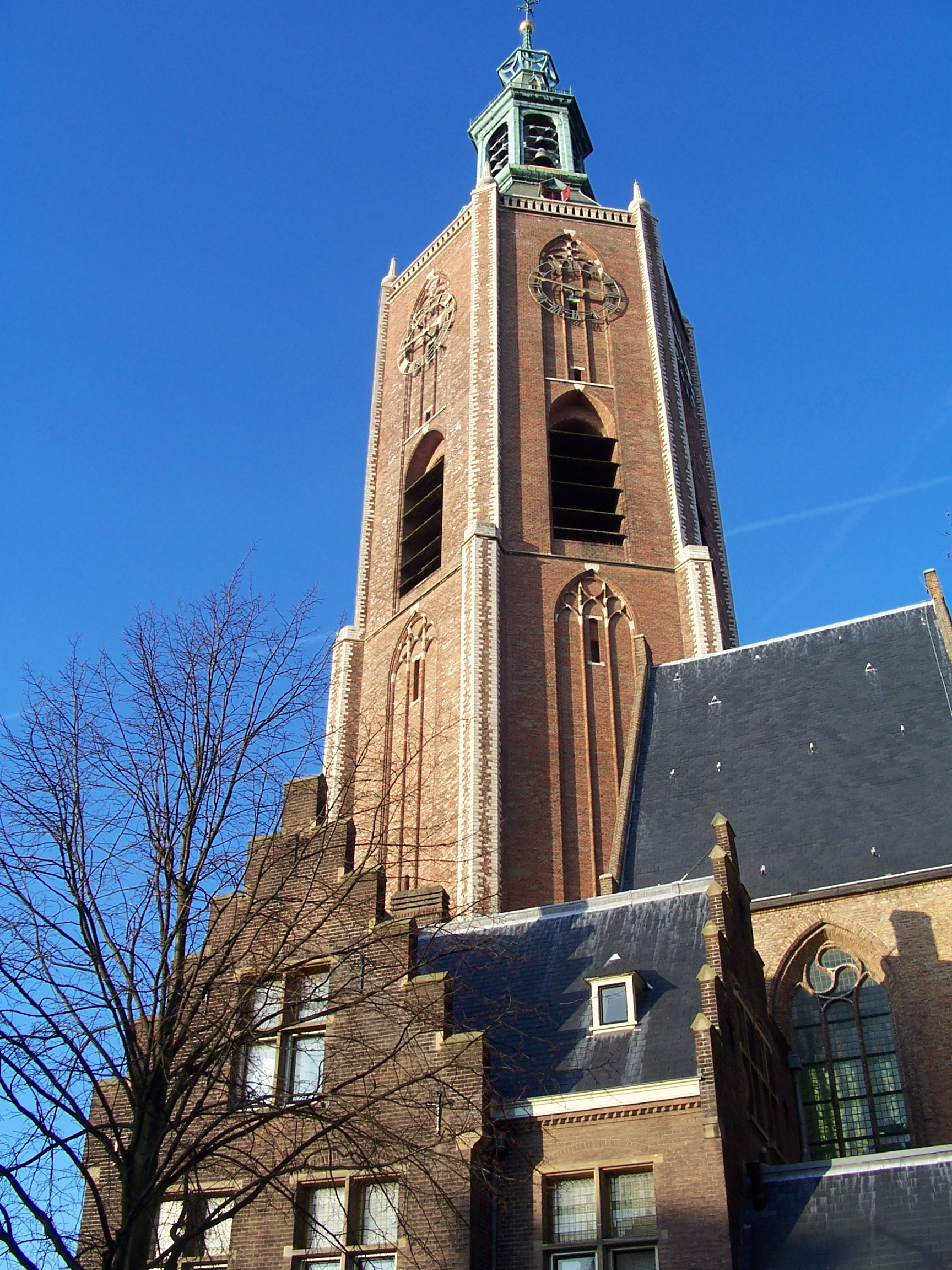
圣雅各堂 (海牙)